# Хаубица 203 mm М1931
Хаубица 203 mm М1931 је била највеће и најтеже артиљеријско оруђе у наоружању Црвене армије током Другог светског рата. Произведена 30-их година 20. века, у складу са доктрином „дубоке операције“ која је подразумевала увођење самоходне артиљерије за подршку брзо наступајућим оклопним јединицама, била је монтирана на шасију пољопривредног трактора која јој је, с обзиром на масу оруђа пружала ограничену мобилност. Ова хаубица је углавном транспортована возом или неким другим превозним средством до зоне дејстава, а сопствени погон је користила за промену ватреног положаја током дејства или током уличних борби у којима је коришћена за уништавање утврђених непријатељских положаја. Хаубица је користила високо-експлозивне гранате масе 100 kg због чега је била опремљена помоћном дизалицом која је коришћена за довођење гранате до отвора цеви.
Калибар: 203 mm; Маса: 17.700 kg; Тип и маса зрна: високо-експлозивно, 100 kg; Максимални домет: 18.025 m